# Chrysopogon fulvus
Chrysopogon fulvus là một loài thực vật có hoa trong họ Hòa thảo. Loài này được (Spreng.) Chiov. mô tả khoa học đầu tiên năm 1929.